# Johann Friedrich Klotzsch
Johann Friedrich Klotzsch, född den 9 juni 1805 i Wittenberg, död den 5 november 1860 i Berlin, var en tysk apotekare, botaniker och läkare.
Han utbildades i farmakologi och botanik i Berlin och var kurator vid William Jackson Hookers herbarium vid University of Glasgow mellan 1830 och 1832 för att senare bli kurator vid det kungliga herbariet i Berlin.
Klotzch forskade i många växtgrupper, men är mest känd för sin forskning om ormbunksväxter.
Auktorsnamnet Klotzsch kan användas för Johann Friedrich Klotzsch i samband med ett vetenskapligt namn inom botaniken; se Wikipediaartiklar som länkar till auktorsnamnet.